# فلفل محشي
الفلفل المحشي هو طبق من أطباق المطبخ التونسي وهو عبارة عن حبّات فلفل أخضر محشوّة باللّحم المفروم والبقدونس والجبن والبصل.

## المقادير
- حبات فلفل.
- القليل من البقدونس المفروم.
- 100غ جبن مبشور.
- 150غ لحم مفروم.
- بصلة مفرومة.
- 3 بيضات.
- بهارات: تابل، فلفل أسود، فلفل أحمر.
- ملح.
- زيت للقلي.

## طريقة التّحضير
نخلط اللحم والبقدونس والبصل والبيض والجبن ونتبّلهم ثمّ نقوم بحشي حبّات الفلفل ونضع القليل من الدّقيق على الوجه ثمّ نقوم بقليهم وتقديمهم مع صلصة الطّماطم.